# Чайка (часовой завод)

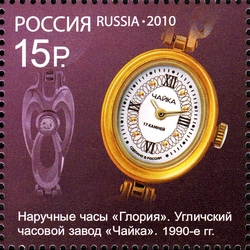
Наручные часы «Глория», 1990-е гг. Угличский часовой завод «Чайка». Марка России, 2010.

Музей часов «Чайка», в прошлом — Угличский часовой завод — одно из промышленных предприятий города Углич, располагается на окраине города по Рыбинскому шоссе, основан в 1943 году

## СССР
Подготовка к строительству завода точных технических камней началась в 1937 году, строительство развернулось в 1938 году, монтаж завода закончен в 1942 году, а первоначально завод выпускал часовые камни из корунда и рубина. В 1950 году был смонтирован конвейер для сборки часов «Звезда» из деталей Пензенского часового завода, с 1954 года завод назывался Угличским часовым, специализировался на выпуске наручных часов, камней для часовой промышленности и корундовых игл для проигрывателей грампластинок. До 1959 года выпускались часы «Звезда», а с 1959 — женские часы «Волга», но позднее мужские и женские часы выпускались под общей маркой «Чайка».

## Россия
2003 год – были приобретены права на хорошо известный в Российской империи бренд еще в начале XX века, сейчас часовая марка Угличского Часового Завода входит в число лучших брендов наручных и настенных часов, выпущенных в Российской Федерации, а данный момент (2016) в Угличе функционирует часовой завод «Звезда», созданный в 1992 году группой акционеров завода «Чайка», производящий как наручные, так и настенные часы, также часами занимается «Ювелирный завод Чайка», производящий золотые и серебряные часы категории масс-маркет, и небольшое ателье по изготовлению циферблатов, стрелок и часовой фурнитуры по индивидуальным и мелкосерийным заказам различных брендов. В центре города Углича, на Успенской площади, функционирует специализированный часовой магазин, а позже он стал в городе музеем часов «Чайка», где представлена экспозиция часов, выпускавшихся этим заводом.

## Работа
На предприятии работает как конвейерная, так и индивидуальная сборка, выполняются токарные работы как для предприятий, занимающихся производством часов, так и для других промышленных предприятий и предприятий приборостроения по чертежам заказчика, предприятие осуществляет токарную обработку винтов, колес, осей и других деталей, которые востребованы в производстве часовых и других высокоточных механизмов и приборов, а вот этапы производства: сначала изготовление платины, позже корпуса, циферблата, браслета, предприятия располагало также собственным отделом дизайна, а последний шаг — сборка часов.

## Число
К 2015 году на предприятии работали 105 человек.

## Источник
- Ковалёв И. А., Пуришев И. Б. Углич. Верхне-Волжское книжное издательство. Ярославль, 1978, немного дополнены неизвестные детали.